# Hildegard Sauerbier
Hildegard Marie Luise Friederike Sauerbier (* 9. Mai 1891 in Braunschweig; † 28. Januar 1976 in Lemgo) war die erste Frau, die das Stadtgymnasium Detmold leitete.

## Leben
Sauerbier besuchte von 1897 bis 1907 die Städtische Höhere Mädchenschule in Braunschweig. Von 1908 bis 1911 lernte sie an der Lehrerinnen-Bildungsanstalt ebenfalls in Braunschweig. 1915 legte sie als Externe die Reifeprüfung ab. Sie studierte von 1915 bis 1919 Germanistik, Erdkunde und Französisch in Göttingen, Kiel und Jena. Am 14. August 1918 promovierte sie an der Universität Jena in Geographie über „Die Flussdichte im Gebiet der oberen und mittleren Saale“. Am 28. Juli 1919 machte sie ihr erstes Staatsexamen „mit Auszeichnung“ in den Fächern Deutsch, Erdkunde und Französisch.
Von 1912 bis 1914 war sie Hilfslehrerin am Herzogin-Elisabeth-Oberlyzeum in Braunschweig und von 1920 Lehrerin sowie von 1923 bis 1924 Direktorin am Rönneberg’schen Privatlyzeum in Berlin-Friedenau. Ab 1924 war sie Lehrerin und von 1926 bis 1945 Studienrätin an der Uhlandschule in Berlin-Schöneberg. Die Schulleiterin der Uhlandschule war Anna Schönborn, die den Deutschen Akademikerinnenbund mitgegründet hatte und als Mentorin an sie die Berufung weitergab, aus „Mädchen schlaue Frauen“ zu machen. 1945 wurde sie mit Anna Schönborn, Käthe Aettner, Sibylle Dotti und vielen Schülerinnen aus Berlin evakuiert. Der Zug mit den Lehrerinnen und 80 Schülerinnen endete in Lage. Hildegard Sauerbier blieb in Lippe und war ab 1946 Studienrätin und von 1950 bis 1957 die erste Schulleiterin (Oberstudiendirektorin) des Detmolder Mädchengymnasiums. Sie engagierte sich für Frauenrechte und die Bildung von Mädchen. Sie war im Detmold der Nachkriegszeit bekannt für ihren Einsatz für „verantwortliche Mädchenbildung“ und baute eine überregionale Arbeitsgruppe für Mädchen und Frauenbildung auf. An ihrer Schule setzte sie durch, dass nicht nur sie selbst als Frau angeredet wurde, sondern auch ihre Sekretärin. Hildegard Sauerbier lebte in Lemgo mit der Direktorin des Marianne-Weber-Gymnasiums Käthe Aettner zusammen. Das Tragen von Hosen für Mädchen lehnte sie ab.

## Veröffentlichungen
- Die Flußdichte im Gebiet der oberen und mittleren Saale (Diss., Jena, 1918)
- Frauen in der Entscheidung: Ausgewählte Erzählungen unserer Zeit (mit Käthe Aettner und Irmela Wendt; Köln: Schaffstein, 1964)